# Lode Troonbeeckx
Lode Troonbeeckx (* 3. April 1938 in Itegem, Antwerpen) ist ein ehemaliger belgischer Radrennfahrer.

## Sportliche Laufbahn
Troonbeeckx war im Straßenradsport aktiv. Als Amateur wurde er 1959 Zweiter in der Flandern-Rundfahrt hinter Constant Goossens und gewann eine Etappe der Belgien-Rundfahrt für Amateure. Im Rennen der UCI-Straßen-Weltmeisterschaften wurde er Vierter beim Sieg von Gustav-Adolf Schur. 1959 siegte er in der 9-Provinzen-Rundfahrt.
1960 gewann er den Scheldeprijs für Unabhängige und wurde danach Berufsfahrer. Er erhielt einen Vertrag im Radsportteam Dr. Mann, in dem er sechs Jahre fuhr. 1967 beendete er seine Karriere. Als Profi gewann er 1961 das Eintagesrennen Heistse Pijl und 1966 den Grote Prijs Stad Vilvoorde. Troonbeeckx wurde 1962 Zweiter der Deutschland-Rundfahrt hinter dem Sieger Peter Post. 1964 beendete er den Grand Prix de Fourmies auf dem zweiten Rang, 1961 wurde er Dritter in der Tour du Nord und 1964 Dritter der Limburg-Rundfahrt.